# ニール・モーズ (アルバム)
『ニール・モーズ』（Neal Morse）は、アメリカ合衆国のプログレッシブ・ロック・ミュージシャン、ニール・モーズが1999年に発表した、ソロ名義では初のスタジオ・アルバム。

## 解説
モーズは1995年にスポックス・ビアードのメンバーとしてデビューし、同バンドでの活動と並行して、本作でソロ・デビューを果たした。本作は基本的にモーズの自宅で録音されたが、スポックス・ビアードのドラマーのニック・ディヴァージリオが「Living Out Loud」を除く全曲に参加しており、ディヴァージリオのパートは「Lawnmower and Garden Supplies Studio」で録音された。なお、収録曲「Lost Cause」は本作に先がけて、スポックス・ビアード名義のシングル「Skin」（1999年8月リリース）のカップリング曲として発表された。
ジョセフ・R・スコッティはオールミュージックにおいて5点満点中4点を付け「このニール・モーズのソロ作品には、難解な歌詞の付いた複雑な曲は収録されていない。その代わり、ニールはメロウで、ほとんど柔和と言ってもいい方向性を選んだ」と評している。また、『CDジャーナル』のミニ・レビューでは「非常に技巧的でありながらも、高度に洗練されたメロディこそ彼ら（スポックス・ビアード）の核であるが、その"核"をよりむき身にした感じだ」と評されている。

## 収録曲
全曲ともニール・モーズ作。
1. "Living Out Loud" - 4:31
2. "Lost Cause" - 5:01
3. "Landslide" - 5:27
4. "That Which Doesn't Kill Me" - 4:42
5. "Everything Is Wrong" - 5:02
6. "Nowhere Fast" - 3:45
7. "Emma" - 3:16
8. "A Whole Nother Trip" - 23:56
  - a) "Bomb That Can't Explode" - 9:02
  - b) "Mr. Upside Down" - 4:40
  - c) "The Man Who Would Be King" - 4:22
  - d) "It's Alright" - 5:52

## 参加ミュージシャン
- ニール・モーズ - ボーカル、キーボード、ギター、ベース、ドラムス(on #1)他
- ニック・ディヴァージリオ - ドラムス(#1を除く全曲)
- クリス・カーマイケル - ストリングス(on #7, #8)
- グレン・カルバ - パーカッション(on #8)